# Mehanska napetost
Mehánska napétost (ali kar napétost) je sila na ploskovno enoto, denimo newton na kvadratni meter (N/m²), nekoč kilopond na kvadratni centimeter (kp/cm²). Enota N/m² se imenuje pascal. Glede na smer delovanja ločimo tlačno, natezno, upogibno, strižno, uklonsko in torzijsko (vzvojno) napetost. V bistvu gre za notranjo porazdelitev sil v telesu, ki uravnovešajo zunanje sile. Napetost je v splošnem tenzor 2. reda (glej napetostni tenzor) z devetimi komponentami, od katerih pa jih je le šest neodvisnih. Največjo možno napetost v danem materialu imenujemo trdnost, to je porušna ali zrušilna napetost. Komponenta sile, pravokotna na mejno ploskev, predstavlja normalno napetost (oznaka σ, glej tudi tlak), komponente vzporedne s ploskvijo pa tangentne ali strižne napetosti (oznaka τ, glej tudi strig in torzija).
Krhke snovi slabo prenašajo normalne napetosti, plastične in kovne pa strižne.

## Napetostni tenzor
Pojem mehanske napetosti je v mehaniko kontinuumov  uvedel Cauchy okoli leta 1822. Cauchy je tudi matematično obdelal mehanske napetosti. V preprostem primeru je telo enoosno obremenjeno, na primer prizmatična palica z nateznimi ali tlačnimi napetostmi s silo, ki poteka skozi njeno (vzdolžno, glavno) os, tako da je napetost {\displaystyle \sigma \,} dana kot količnik sile {\displaystyle F\,} in površine (začetnega) preseka palice {\displaystyle S_{0}\,} po Hookovem zakonu:
{\displaystyle \sigma ={\frac {F}{S_{0}}}\!\,.}
V tem primeru je napetost {\displaystyle \sigma \,} podana kot skalar in se imenuje mehanska ali imenska napetost. Predstavlja povprečno vrednost napetosti po površini preseka, in je enakomerno porazdeljena. V splošnem pa napetost po preseku telesa ni enakomerno razporejena, tako da je napetost v točki dane površine različna od povprečne vrednosti napetosti po celotni površini. Po Cauchyju je napetost v poljubni točki v telesu, za katerega predpostavimo da je kontinuum - zvezno nepretrgano sredstvo, popolnoma določena z devetimi komponentami simetričnega tenzorja 2. reda {\displaystyle \sigma _{ij}\,}, ki je znan kot Cauchyjev ali kartezični napetostni tenzor (tenzor napetosti). V kartezičnem koordinatnem sistemu lahko napetostni tenzor zapišemo kot matriko 3×3:
{\displaystyle {\underline {\sigma }}\equiv \mathbf {T} ={\begin{bmatrix}\sigma _{11}&\sigma _{12}&\sigma _{13}\\\sigma _{21}&\sigma _{22}&\sigma _{23}\\\sigma _{31}&\sigma _{32}&\sigma _{33}\end{bmatrix}}\equiv {\begin{bmatrix}\sigma _{xx}&\sigma _{xy}&\sigma _{xz}\\\sigma _{yx}&\sigma _{yy}&\sigma _{yz}\\\sigma _{zx}&\sigma _{zy}&\sigma _{zz}\end{bmatrix}}\equiv {\begin{bmatrix}\sigma _{x}&\tau _{xy}&\tau _{xz}\\\tau _{yx}&\sigma _{y}&\tau _{yz}\\\tau _{zx}&\tau _{zy}&\sigma _{z}\end{bmatrix}}\!\,,}
kjer so {\displaystyle \sigma _{xx}\,}, {\displaystyle \sigma _{yy}\,} in {\displaystyle \sigma _{zz}\,} normalne napetosti, {\displaystyle \sigma _{xy}\,}, {\displaystyle \sigma _{xz}\,}, {\displaystyle \sigma _{yx}\,}, {\displaystyle \sigma _{yz}\,}, {\displaystyle \sigma _{zx}\,} in {\displaystyle \sigma _{zy}\,} pa strižne napetosti.
Prvi indeks i označuje, da komponenta napetosti deluje na ravnino, ki je pravokotna na os {\displaystyle x_{i}\,}, drugi indeks j .pa naznačuje smer v kateri deluje komponenta napetosti. Komponenta napetosti je pozitivna, če deluje v pozitivni smeri koordinatnih osi, in če ima ravnina, v kateri deluje, normalni vektor, ki kaže navzven v pozitivni koordinatni smeri.
V statičnem ravnovesju se navori izenačijo, zato je matrika diagonalna in velja {\displaystyle \sigma _{xy}=\sigma _{yx}}, {\displaystyle \sigma _{xz}=\sigma _{zx}} in {\displaystyle \sigma _{yz}=\sigma _{zy}}, Cauchyjev napetostni tenzor pa je zato simetričen {\displaystyle \sigma _{ij}=\sigma _{ji}\,}.
Za Cauchyjev napetostni tenzor veljajo tenzorske transformacije pri spremembah koordinatnega sistema. Uporablja se pri telesih, ki se deformirajo v majhni meri. Za večje deformacije so potrebni drugi pokazatelji napetosti, na primer: prvi in drugi Piola-Kirchhoffov, Biotov in Kirchhoffov napetostni tenzor.
Napetostno stanje v točki v treh razsežnostih je lahko podano tudi z glavnimi napetostmi {\displaystyle \sigma _{1}\,}, {\displaystyle \sigma _{2}\,} in {\displaystyle \sigma _{3}\,}, ki so lastne vrednosti napetostnega tenzorja, in rešitve njegove kubične karakteristične enačbe.